# Казахстанско-чешские отношения
Казахстанско-чешские отношения — двусторонние дипломатические отношения между Казахстаном и Чехией.

## Сравнительные характеристики
|                      | Чехия                                                  | Казахстан                                              |
| -------------------- | ------------------------------------------------------ | ------------------------------------------------------ |
| Население            | 10 538 275                                             | 18 877 128                                             |
| Территория           | 78 866 км²                                             | 2 724 902 км²                                          |
| Плотность населения  | 113 чел./км²                                           | 6,93 чел./км²                                          |
| Столица              | Прага                                                  | Астана                                                 |
| Крупнейшие города    | Прага, Брно, Острава, Пльзень                          | Астана, Алматы, Шымкент, Караганда                     |
| Форма правления      | Парламентская республика                               | Президентская республика                               |
| Государственный язык | Чешский                                                | Казахский, Русский — официальный в госуд. органах      |
| Основная религия     | Христианство                                           | Ислам                                                  |
| ВВП (ППС)            | 325,285 млрд долларов США (30 895 $ на душу населения) | 534,271 млрд долларов США (28 514 $ на душу населения) |
| Валюта               | крона                                                  | тенге                                                  |

## История
Дипломатические отношения между Казахстаном и Чехией были установлены 1 января 1993 года. Открытие посольства Республики Казахстан в Венгерской Республике и Чешской Республике по совместительству прошло в сентябре 1993 года, а в декабре 1994 года было открыто посольство Чешской Республики в Республике Казахстан. С апреля 1997 года в Чешской Республике действовала дипломатическая миссия Республики Казахстан, преобразованная в 2004 году в посольство.
8-10 сентября 2004 года президент Чехии Вацлав Клаус находился с официальным визитом в Казахстане. В ходе визита им были подписаны Декларация о развитии сотрудничества между Республикой Казахстан и Чешской Республикой, Соглашение об экономическом, промышленном и научно-техническом сотрудничеств и Соглашение о сотрудничестве в области стандартизации, метрологии и сертификации.
23-24 октября 2012 года официальный визит в Чехию нанёс президент Казахстана Нурсултан Назарбаев, встретившись со своим коллегой Вацлавом Клаусом. Они обсудили углубление экономического сотрудничества двух стран.
Спустя два года, в 2014 году Назарбаев встретился с президентом Чехии Милошем Земаном и обсудил не только дальнейшее экономическое сотрудничество, но и чешскую помощь в диверсификации экономики Казахстана.
В октябре 2019 года с официальным визитом Казахстан посетил председатель Палаты депутатов Парламента Чехии Радек Вондрачек, в рамках которого провел встречу с президентом Казахстана Касым-Жомартом Токаевым.

## Экономическое сотрудничество
Экономическое сотрудничество между обеими странами основано на ряде двусторонних соглашений, заключённых в 1996, 1998 и 2004 годах.
Основные статьи казахстанского экспорта: продукция нефтегазовой отрасли, химической промышленности (желтый фосфор), ферросплавы, водород, газы инертные и прочие неметаллы, прокат плоский из нелегированной стали горячекатаный, каменный уголь. Основные статьи казахстанского импорта: оборудование, комплектующие материалы для автомобильной отрасли, водоочистительные сооружения, электротехнические приборы, продукция фармацевтики, мебель, стекло, керамика.
С 2009 по 2014 годы размер товарооборота вырос с 200 млн долларов в 2009 году до 1,2 млрд долларов в 2014 году, однако в связи с падениями цен на нефть в 2015 году он упал до 666 млн долларов. В феврале 2017 года в Астане прошел бизнес-форум, итогом которого стало подписание меморандума о сотрудничестве между Внешнеторговой палатой Казахстана и Экономической палатой Чешской Республики. В 2017 году товарооборот между Чехией и Казахстаном начал расти и в 2018 году составил около 1 млрд долларов, что на 30 % больше чем в 2017 году. Товарооборот за 2022 год составил 423 млн долларов США (экспорт из Казахстана — 123,6 млн долларов США, импорт в Казахстан — 299,4 млн долларов США). Товарооборот за 2023 год составил 627 млн долларов США.

## Списки послов

### Послы Казахстана в Чехии

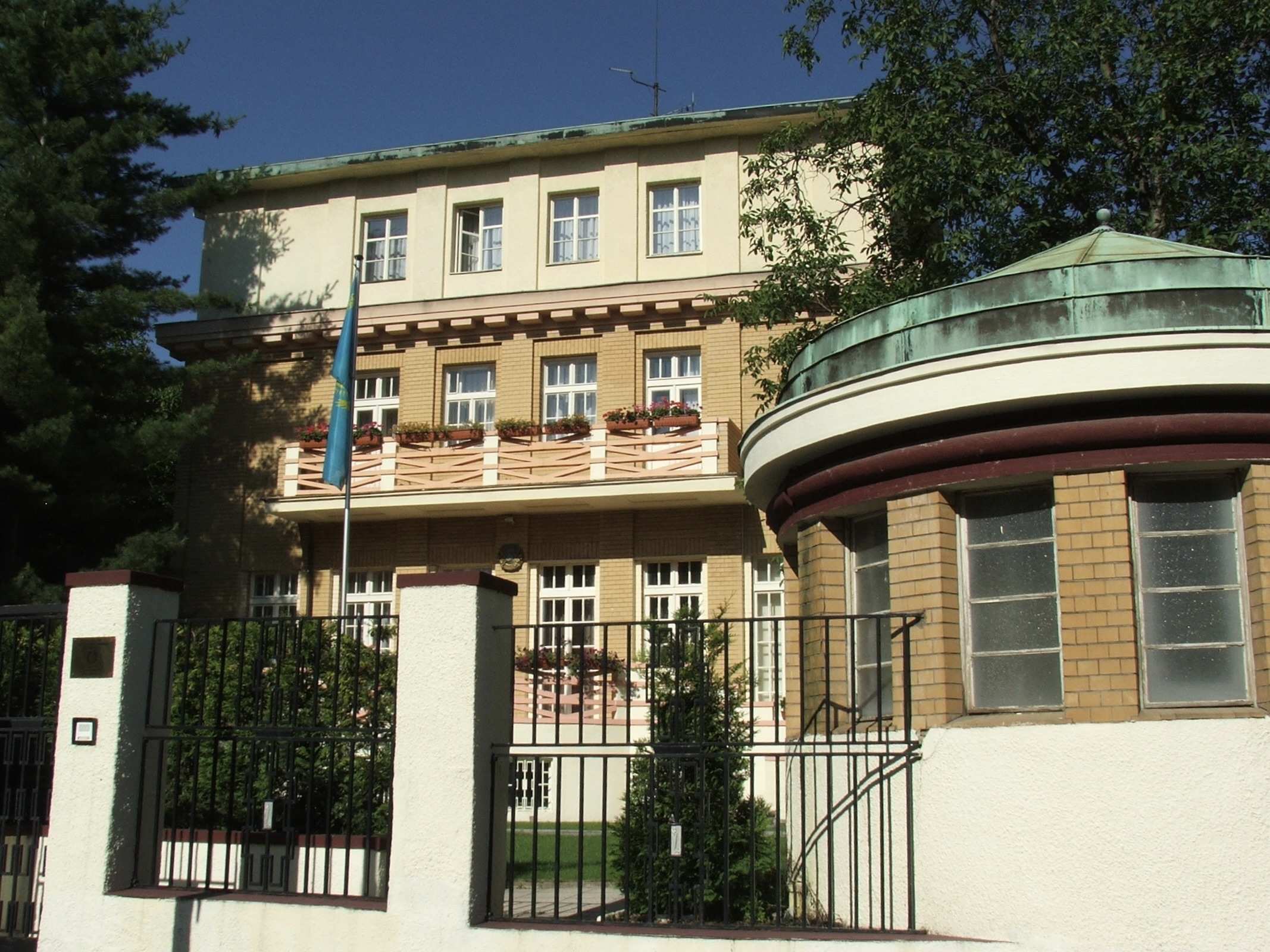
Посольство Республики Казахстан в Праге

Список Чрезвычайных и Полномочных Послов без учёта послов по совместительству и временных поверенных в делах:
1. Шарип Омаров (2004—2007)
2. Анарбек Карашев (2008—28 июля 2014)
3. Сержан Абдыкаримов (марта 2015—30 сентября 2019)
4. Марат Тажин (26 ноября 2019 — 16 июня 2023)
5. Бакыт Дюсенбаев (16 июня 2023 — н. в.)

### Послы Чехии в Казахстане=
1. Милан Седлачек (2003—2007)
2. Бедржих Копецки (2008—2014)
3. Элишка Жигова (2014—2018)
4. Рудольф Гикл (2019—2023)
5. Павел Шепеляк (2023 — н. в.)